# Treehouse of Horror XXI
«Treehouse of Horror XXI» (укр. «Хатка жахів. Геллоуїн із Сімпсонами XXI») — четверта серія двадцять другого сезону мультсеріалу «Сімпсони», прем'єра якої відбулась 7 листопада 2010 року у США на телеканалі «Fox».

## Сюжет

### Вступ
Барт і Гомер вирізають гарбузи на Хелловін, а Барт вирізає посмішку на батькових штанях. Гомер душить його, і Барт одягає йому на голову палаючий гарбуз.
Сцена зупиняється і професор Фрінк представляє серію, попереджуючи про зміст. Він рекомендує чутливим глядачам натиснути на «перемотку» на пультах.
Сцена з бійкою Барта і Гомера продовжується у пришвидшеному темпі. Згодом Фрінк перемотує етер задалеко, показавши все одразу. Він каже, що зіпсував епізод і «не гідний володіти пультом», який він спрямовує на себе. В результаті Фрінк старіє до смерті та перетворюється на попіл. Вітер розвіває його, залишивши напис «Treehouse of Horror XXI».
Пульт бере монстр і каже глядачам, що йде дивитися серіал «Офіс». Далі показують пародію на вступ «Офіса» з монстрами.

### War and Pieces (укр.Війна і фішки)
Мардж, стурбована наслідками надто жорстоких відеоігор, заохочує Барта та Мілгауса спробувати пограти в класичні настільні ігри з горища. Обираючи в яку гру зіграти, хлопчики знаходять гру «Шлях сатани».
Коли вони починають грати, гра і всі відхилені ігри оживають, перетворюючи місто на гігантську ігрову дошку. В результаті мешканці Спрінґфілда так чи інакше стають частинами смертельних ігор.
Ліса читає інструкцію «Шляху сатани» та каже, що хлопці повинні пройти всі ігри, щоб повернути все до нормального стану. Хоча Мілгаус гине під час гри у «Скрабл», але Барту вдається все закінчити її, повернувши все до норми.
Барт і Мілгаус заявляють, що віднині вони гратимуть лише в «Шибеницю». Однак, одразу ж показано, що «Шибениця» також ожила, а Барт з Мілгаусом перед стратою. Мілгаус замість літери говорить число, через що хлопців повішено.

### Master and Cadaver (укр.Володар морів і мерців)
На другий медовий місяць Гомер і Мардж вирушають у романтичний круїз на кораблі. Їхню романтику перериває потерпілий, що припливає до корабля. Сімпсони рятують його.
Роджером, потерпілий, пояснює, що він був шеф-кухарем на яхті «Альбатрос». Коли він виявив спробу масового отруєння на кораблі, його «вирубили». На щастя, йому вдалося втекти.
Гомер з недовірою ставиться до Роджера і навіть ревнує його до Мардж. На знак подяки за порятунок Роджер готує Сімпсонам пиріг. Гомер відводить Мардж у комори, де говорить, що це Роджер отруїв всіх «Альбатросі». Він вихоплює пиріг і викидає його у вікно. Спершу Мардж сварить Гомера, але потім у вікні вони бачать мертву акулу з формою для пирога в роті, що доводить слова Гомера. Щоб врятуватися, Гомер і Мардж вбивають Роджера металевою щоглою і викидають його тіло за борт.
Плаваючи далі Сімпсони знаходять «Альбатрос». Досліджуючи його вони розуміють, що Роджер говорив правду. Раптово на борту з'являється Роджер і пояснює, що акула, яку вони бачили, загинула від витоку палива з човна Сімпсонів. Гомер вбиває Роджера арбалетом. Це бачив один із пасажирів «Альбатроса», який здогадувався про замах і ввів усім протиотруту. Щоб замести сліди, Гомер вбиває вцілілу команду «Альбатроса» і навіть пелікана. Не в змозі приховувати злочин і нести провину, Мардж їсть отруєний пиріг, до великого жаху Гомера…
Виявляється, що ця історія була фантазією Меґґі, коли вона приймала ванну. Попри наївність батьків про її думки, дівчинка відвертається і зі злісним поглядом у стилі «Механічного апельсина» дивиться на глядачів.

### Tweenlight (укр.Смутінки)
Ліса закохується в таємничого нового учня на ім'я Едмунд. Врятувавши Лісу від низки нещасних випадків, Едмунд бере дівчинку до лісу. Там він розкриває, що є вампіром. Лісу це не лякає, і вони починають роман (через це Мілгаус перетворюється на… пуделя).
Мардж запрошує Едмунда та його батька, графа Дракулу, на вечерю. Едмунд і Ліса соромляться своїх батьків і вирішують втекти.
Гомер і Дракула вистежують їх до собору у «Дракулаляндії». Ліса каже, що хоче стати вампіркою, щоб бути частиною їхньої багатої культури й організовувати заходи проти стереотипів про вампірів. Однак, дізнавшись, що їй вічно буде 8 років, передумує. Водночас Едмунда «вже охопила жага крові». Гомер рятує доньку, запропонувавши вкусити його замість неї. Однак обидва вампіри помирають через поганий холестерин у крові Гомера. Гомер стає вампіром і перетворюється на кажана, щоб полетіти додому, але зажирний, через що падає на смерть. Його тіло забирає пудель Мілгаус, а Ліса спостерігає за цим.

## Виробництво
Коментуючи свою участь у «Сімпсонах» запрошено зірка  Денієл Редкліфф сказав, що він — фанат серіалу, і те, що його запросили для озвучення ролі — це «велика честь». Він додав: «[Щорічна] серія на Хелловін стала великою традицією „Сімпсонів“, тому я дуже радий бути її частиною. Був час, коли мені було 12 чи 13 років, коли 50 відсотків усього, що я знав про світ, походило від „Сімпсонів“, тож це велика справа».

## Культурні відсилання та цікаві факти
- Серія разом з «Treehouse of Horror XV» є «Хатками жахів», прем'єри яких відбулися найпізніше — 7 листопада [2]
- Коли професор Фрінк перемотує етер, то можна побачити справжні анонси з каналу «Fox» того вечора[3].
- Сюжет першого сегмента є пародією на низку фільмів «Джуманджі (фільм, 1995)|Джуманджі»[3][4].
- Гомера захоплює у гру, що є пародією на гру «Ліла»[5]
- Смерть Мілгауса є відсиланням до смерті Джека у фільмі «Титанік»[3].
- Мардж захоплює настільна гра детективного жанру «Cluedo»[4].
- Сюжет другого сегмента є пародією на фільм 1989 року «Dead Calm» (укр. «Мертвий штиль»)[3][4].
- Сегмент «Смутінки» є пародією на фільм «Сутінки»[3][4].
- У лісі можна побачити Ведмедя Йогі, який ніс голову рейнджера Сміта в кошику для пікніка[3].
- Коли Гомер залазить на Дракулу, щоб вибратися на вершину собора, Дракула протестує і каже, що «він — Дракула, а не Галк»[3].

## Ставлення критиків і глядачів
Під час прем'єри серію переглянули 8,2 млн осіб, з рейтингом 3.7, що зробило її найпопулярнішим шоу на каналі «Fox» тієї ночі.
Емілі Сент-Джеймс з «The A.V. Club» дала серії оцінку C, сказавши, що в серії була «низка чудових моментів» і загалом назвавши серію «це не зовсім свіжі теми, але мені здалося, що це могло б підійти до більш потужного епізода „Хатки жахів“, яка змусила мене сміятися більше, ніж пару разів. Тим не менш, це була не найкраща „Хатка жахів“, і ви могли б стверджувати, що вона — найгірша, особливо якби там не було сегменту-[пародії на] „Сутінки“».
Ерік Гохбергер з «TV Fanatic» дав серії 3,5/5, сказавши «це була точно не найкраща „Хатка жахів“, але вона розсмішила нас і дала нам камео Канга і Кодоса».
Альфа Клаузена було номіновано на премію «Еммі» в категорії «Найкраще музичне композиціонування» 2011 року в цій серії.
Згідно з голосуванням на сайті The NoHomers Club більшість фанатів оцінили серію на 3/5 із середньою оцінкою 2,85/5.